# Pont du Veurdre
Die Pont du Veurdre ist eine Straßenbrücke über den Allier bei der Gemeinde Le Veurdre im Département Allier in der französischen Region Auvergne-Rhône-Alpes.

## Geschichte

### Erste Brücken
An dem auf halber Strecke zwischen Moulins und Nevers gelegenen Ort wurde eine erste Brücke wohl schon im 15. Jahrhundert gebaut.
1834 wurde von Marc Seguin eine einspurige Hängebrücke mit drei Öffnungen errichtet.

### Pont du Veurdre von Freyssinet
Zwischen 1909 und 1910 wurde die in der Fachwelt als Pont du Veurdre von Eugène Freyssinet bekannt gewordene Brücke nach seinen Plänen von dem Unternehmen F. Mercier aus Moulins gebaut.
Der junge Freyssinet hatte in seiner ersten Position als Ingenieur in der örtlichen Straßenbauverwaltung von Moulins seit 1905 verschiedene kleine Brücken für die Bürgermeister der Gemeinden des Départments Allier gebaut, die wenig Geld zur Verfügung hatten und froh über seine Unterstützung waren. Freyssinet musste seine Pläne niemandem zur Genehmigung vorlegen und konnte sich großzügig über Bauvorschriften hinwegsetzen, die für Betonbrücken kaum sinnvoll anzuwenden waren.
Bei der kleinen, 26 m weiten Brücke von Prairéal-sur-Besbre (Allier) über die Besbre () wendete er 1907 erstmals die später häufig wiederholte Methode an, das Lehrgerüst nicht durch Absenken von dem fertigen Brückenbogen zu lösen, sondern vielmehr die beiden Bogenhälften durch im Scheitel angebrachte hydraulische Pressen auseinanderzudrücken und sie so vom Lehrgerüst abzuheben (französisch décintrement par vérins).
Der Neubau einer Brücke mit drei Öffnungen über den Allier war dagegen ein großes Projekt, das vom Conseil départemental 1907 als Steinbogenbrücke ausgeschrieben wurde. Ein von der Ausschreibung abweichender Vorschlag eines jungen Ingenieurs wäre aussichtslos gewesen. Zufällig sah François Mercier, ein im Brückenbau tätiger Bauunternehmer, bei Freyssinet einen Entwurf der Pont Boutiron, den dieser aus eigenem Interesse angefertigt hatte. Mercier war von dem Entwurf beeindruckt und bot dem Rat des Département an, zu dem von der Behörde ermittelten Schätzpreis einer Steinbogenbrücke nicht nur die Pont du Veurdre, sondern auch die nachfolgenden ähnlichen Projekte Pont Boutiron und Pont de Châtel-de-Neuvre nach dem System Freyssinet zu bauen. Dem konnte der Rat nicht widerstehen und erteilte Mercier und Freyssinet entsprechende Aufträge.
Vor dem eigentlichen Baubeginn ließ Freyssinet einen Probebogen erstellen mit 50 m Stützweite, einer Pfeilhöhe von 2 m und einer Breite von 2,50 m, die zum Scheitel auf 1,50 m abnahm. Um Kosten zu sparen, wurden nur kleine Widerlager angefertigt, die durch einen Betonstab mit vorgespannten Drähten verbunden waren – der erste Vorläufer des Spannbetons.
Die Pont du Veurdre hatte drei Öffnungen mit Stützweiten von 67 + 72 + 67 m, die von dreigelenkigen Bögen mit einem Pfeilverhältnis von 1/14 bzw. 1/15 überspannt wurden, was für damalige Betonbrücken extrem flach war. Die Bogenstärke betrug 50 cm am Widerlager und 19 cm im Scheitel. Auf den Bögen dienten fachwerkartige Dreiecksverbände als Ständer für die ebenfalls sehr dünne Fahrbahnplatte.
Auch bei dieser Brücke wendete Freyssinet wieder seine Methode an, das Lehrgerüst vor seiner Entfernung durch Auseinanderdrücken der Bogenhälften zu entlasten. Nach der Eröffnung der Brücke stellte er im Frühjahr 1911 fest, dass sich die Scheitel der Bögen um bis zu 13 cm abgesenkt hatten. Zu dieser Zeit waren das Kriechen und Schwinden von Beton noch weitgehend unbekannte Vorgänge. Freyssinet erkannte jedoch sofort die Auswirkungen dieser Vorgänge auf seine Brücke. Um den drohenden Einsturz abzuwenden, ließ er buchstäblich in einer nächtlichen Aktion die Scheitelgelenke entfernen und die Bogenhälften erneut mit hydraulischen Pressen auseinanderdrücken, bis sie wieder die korrekte Höhenlage erreicht hatten. Die Öffnungen wurden mit Beton verfüllt. Die Brücke war gerettet – und Freyssinet begann sich ausführlich mit dem Kriechen und Schwinden von Beton zu befassen.
Die Pont du Veurdre wurde während des Zweiten Weltkrieges im September 1944 von der Résistance gesprengt, um den Rückzug der deutschen Armee aufzuhalten.

### Neubau (1948)
Zwischen 1946 und 1948 wurde die zerstörte Brücke durch eine Gerberträgerbrücke mit gevouteten Hohlkästen aus Beton mit ebenfalls drei Öffnungen ersetzt.